# Tour de Pologne 1995
52. edycja wyścigu kolarskiego Tour de Pologne odbyła się w dniach 2–10 września 1995. Wystartowało 131 kolarzy, ukończyło wyścig 70. Łączna długość trasy wyniosła 1235,8 km.
Pierwsze miejsce w klasyfikacji generalnej zajął Zbigniew Spruch (Lampre Panaria Animex), drugie Fabrizio Guidi (Navigare - Blue Storm), a trzecie Dariusz Baranowski (EB Victoria Rybnik).
Sędzią głównym był Giovanni Meriviglia (Włochy).

## Etapy
| Etap      | Data        | Start - meta                  | Długość (km) | Typ         | Zwycięzca etapu                                                                              | Lider           |
| prolog    | 2 września  | Łódź                          | 18 (o żółtą koszulkę) 18 (o czerwoną koszulkę ) 19,8 (o granatową koszulkę) 18(o czarną koszulkę) 18 (o zieloną koszulkę) 18 (o błękitne koszulki) | płaski      | Zbigniew Spruch · Mariusz Bilewski · Jacek Bodyk · Chad Gerlach · Paweł Niedźwiecki · Czechy | Zbigniew Spruch |
| I etap    | 3 września  | Zgierz - Płock                | 140 | płaski      | Steven De Jongh                                                                              | Steven De Jongh |
| II etap   | 4 września  | Skierniewice - Radom          | 150 | płaski      | Zbigniew Spruch                                                                              | Steven De Jongh |
| III etap  | 5 września  | Urzędów – Zamość              | 134 | płaski      | Andris Naudužs                                                                               | Zbigniew Spruch |
| IV etap   | 6 września  | dookoła Zamościa              | 15,5 (jazda ind. na czas) | płaski      | Eddy Gragus                                                                                  | Eddy Gragus     |
| V etap    | 6 września  | Przeworsk - Sanok             | 127 | pagórkowaty | Sławomir Chrzanowski                                                                         | Eddy Gragus     |
| VI etap   | 7 września  | Sanok - Sanok                 | 225 | pagórkowaty | Davide Bramati                                                                               | Eddy Gragus     |
| VII etap  | 8 września  | Nowy Sącz - Zakopane          | 171 | górski      | Mariano Piccoli                                                                              | Eddy Gragus     |
| VIII etap | 9 września  | Bielsko-Biała - Bielsko-Biała | 159 | górski      | Quintino Rodrigues                                                                           | Zbigniew Spruch |
| IX etap   | 10 września | ulicami Warszawy              | 114,3 | płaski      | Mariano Piccoli                                                                              | Zbigniew Spruch |

## Końcowa klasyfikacja generalna

### Klasyfikacja indywidualna
| Poz. | Zawodnik             | Kraj              | Zespół                | Czas (średnia km/h)      |
| ---- | -------------------- | ----------------- | --------------------- | ------------------------ |
| 1.   | Zbigniew Spruch      | Polska            | Lampre Panaria Animex | 29h 45' 48" (41,52 km/h) |
| 2.   | Fabrizio Guidi       | Włochy            | Navigare - Blue Storm | +00' 55"                 |
| 3.   | Dariusz Baranowski   | Polska            | EB Victoria Rybnik    | +02' 02"                 |
| 4.   | Marek Leśniewski     | Polska            | Rotan - Abpol         | +03' 49"                 |
| 5.   | Tomasz Brożyna       | Polska            | DEK Meble Joko Romar  | +04' 25"                 |
| 6.   | Romāns Vainšteins    | Łotwa             | Łotwa                 | +05' 26"                 |
| 7.   | Grzegorz Gwiazdowski | Polska            | DEK Meble Joko Romar  | +05' 29"                 |
| 8.   | Andrzej Sypytkowski  | Polska            | Rotan - Abpol         | +05' 36"                 |
| 9.   | Jacek Bodyk          | Polska            | DEK Meble Joko Romar  | +05' 44"                 |
| 10.  | Eddy Gragus          | Stany Zjednoczone | Montgomery Bell       | +05' 45"                 |

### Klasyfikacja drużynowa
| 1. | DEK Meble Joko Romar | 89h 33' 02" |
| 2. | EB Victoria Rybnik   | +15' 20"    |
| 3. | Rotan - Abpol        | +16' 17"    |
| 4. | Sicasal - Acral      | +26' 25"    |
| 5. | Montgomery Bell      | +28' 11"    |

### Klasyfikacja najaktywniejszych
| 1. | Grzegorz Gronkiewicz | Polska     | 49 pkt |
| 2. | Mariano Piccoli      | Włochy     | 27 pkt |
| 3. | Jacek Mickiewicz     | Polska     | 25 pkt |
| 4. | Quintino Rodrigues   | Portugalia | 24 pkt |
| 5. | Davide Bramati       | Włochy     | 14 pkt |

### Klasyfikacja górska
| 1. | Mariano Piccoli    | Włochy     | 86 pkt |
| 2. | Antonio Díaz       | Hiszpania  | 44 pkt |
| 3. | José Rosa          | Portugalia | 36 pkt |
| 4. | Juris Silovs       | Łotwa      | 21 pkt |
| 5. | Quintino Rodrigues | Portugalia | 17 pkt |

### Klasyfikacja punktowa
(od 2005 roku koszulka granatowa)
| 1. | Zbigniew Spruch | Polska            | 128 pkt |
| 2. | Eddy Gragus     | Stany Zjednoczone | 100 pkt |
| 3. | Juris Silovs    | Łotwa             | 90 pkt  |
| 4. | Fabrizio Guidi  | Włochy            | 86 pkt  |
| 5. | Mariano Piccoli | Włochy            | 74 pkt  |